# Zuata (Aragua)
Zuata – miasto w Wenezueli, w stanie Aragua.